# Pablo Crer
Pablo Crer (* 12. Juni 1989 in Rosario) ist ein argentinischer Volleyballspieler.

## Karriere
Crer spielt beim argentinischen Verein Club Ciudad de Bolívar. Mit der argentinischen Nationalmannschaft erreichte er bei den Olympischen Spielen 2012 das Viertelfinale.